# Тюм-Тюм
Тюм-Тюм — деревня в Уржумском районе Кировской области в составе Шурминского сельского поселения.

## География
Находится на правом берегу Вятки на расстоянии примерно 28 километров на юго-восток от районного центра города Уржум.

## История
Известна с 1748 года, когда в ней было учтено 37 душ. В 1873 году учтено дворов 50 и жителей 374, в 1905 114 и 639, в 1926 162 и 789 (706 мари), в 1950 236 и 898 соответственно, в 1989 405 жителей . 

## Население
Постоянное население  составляло 333 человека (мари 96%) в 2002 году, 267 в 2010.